# Omonia Aradippou
Omonia Aradippou (Grieks: Ομόνοια Αραδίππου) is een Cypriotische voetbalclub uit Aradippou, een dorp vlak bij de stad Larnaca. De club werd opgericht in 1929. De club speelt zijn thuiswedstrijden in het plaatselijke Aradippou Stadium, een stadion dat plaats biedt aan zo'n 4.500 toeschouwers en wordt gedeeld met lokale rivalen van Ermis Aradippou.
Aradippou kwam verschillende malen uit in de Cypriotische eerste divisie.
In de zomer van 2014 tekende de Nederlandse voetballer Rangelo Janga bij Omonia Aradippou. Een volgende Nederlandse voetballer die in Rangelo Janga zijn voetsporen treedt is Gianni Ndoluvualu Kimvwidi. Een Nederlander met Congolese roots die in januari 2017 een contract heeft ondertekend tot de zomer van 2018.
AEK Larnaca · 
AEL Limasol ·  
Anorthosis Famagusta · 
APOEL Nicosia · 
Apollon Limasol · 
Aris Limasol · 
Enosis Neon Paralimni · 
Ethnikos Achna ·  
Karmiotissa FC ·
Nea Salamina Famagusta ·
Omonia Aradippou · 
Omonia Nicosia · 
PAC Omonia 29M · 
Paphos FC